# Hornpipe

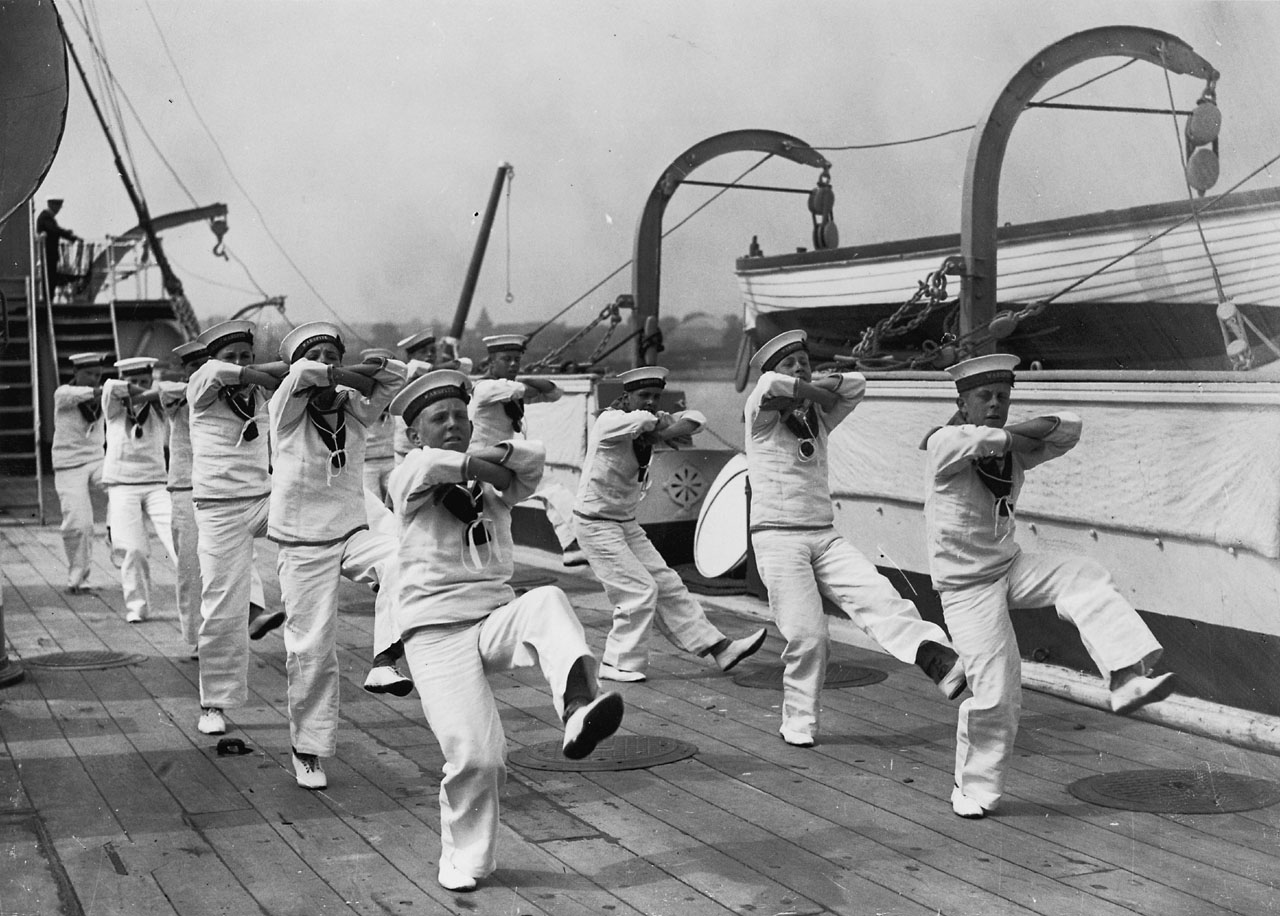
Kadeci wykonują hornpipe na pokładzie HMS „Warspite” (1928)

Hornpipe – solowy taniec angielski i irlandzki, utrzymany początkowo w metrum 3/2 (z synkopą), a później 4/4. Najstarszym znanym przykładem jest kompozycja Hugh Astona z ok. 1525. Szczególną popularność osiągnął w XVIII wieku i wygasł około XIX wieku. Był popularnym tańcem marynarzy, wykonywanym ze złożonymi rękami. Początkowo był tańczony wyłącznie przez mężczyzn, ale na fali emancypacji został zaadaptowany także przez dziewczęta (po raz pierwszy kobiety zatańczyły hornpipe’a w Cork). Hornpipe przypomina wolnego reela, ale akcentuje pierwsze i trzecie uderzenie taktu (raz-dwa-trzy-cztery). Inną charakterystyczną cechą tańca jest częste używanie przez tancerzy kroku rock, czyli kołysania na boki nogami skrzyżowanymi w kostkach. Hornpipe jest tańczony także w Szkocji.